# IC 355
IC 355 је спирална галаксија у сазвјежђу Бик која се налази на листи објеката дубоког неба у Индекс каталогу.
Деклинација објекта је + 19° 58' 27" а ректасцензија 3h 53m 46,3s. Привидна величина (магнитуда) објекта IC 355 износи 14,9 а фотографска магнитуда 15,6. IC 355 је још познат и под ознакама MCG 3-10-10, CGCG 465-10, IRAS 03509+1949, PGC 14052.